# Volo Tuninter 1153
Il volo Tuninter 1153 era un volo charter che decollò dall'aeroporto di Bari il 6 agosto 2005 alle 12:32 UTC, con destinazione Gerba, operato dalla compagnia aerea tunisina Tuninter. L'aereo, un ATR 72, effettuò un ammaraggio di fortuna alle 13:37 UTC al largo della costa di Punta Raisi, dove è situato l'aeroporto di Palermo, dopo aver dichiarato un'emergenza. Le indagini hanno determinato che l'incidente fu provocato dall'esaurimento del carburante, causato sia dal mancato rispetto delle procedure a terra che dall'installazione in cabina di un indicatore del livello di combustibile inadatto. Nell'incidente persero la vita 16 delle 39 persone che si trovavano a bordo.
A seguito dell'incidente la Tuninter cambiò ragione sociale prima in Sevenair e poi, dal 2011, in Tunisair Express.

## L'aereo
L'aereo utilizzato era un ATR 72-202 con marca di registrazione TS-LBB. Costruito nel 1992, entrò in servizio a marzo dello stesso anno; al momento dell'incidente aveva totalizzato quasi 30 000 ore di volo.

## Equipaggio e passeggeri
Il volo era pilotato dal capitano Chafik Al Gharbi (in arabo: شفيق الغربي), 45 anni, con un'esperienza di 7.182 ore di volo, e dal primo ufficiale Ali Kebaier Al-Aswad (علي كبيّر الأسود), 28 anni, con all'attivo 2.431 ore di volo. Entrambi i piloti conoscevano molto bene il velivolo ATR 72, avendovi accumulato, rispettivamente, 5.582 ore e 2.130 ore. I 35 passeggeri erano tutti di nazionalità italiana mentre l'equipaggio era composto dai 2 piloti e da 2 assistenti di volo, tutti tunisini.

## Il volo
Dopo un decollo regolare, l'aereo si portò ad una quota di crociera di 23 000 piedi (7 000 m). Dopo circa 50 minuti, improvvisamente, si spense il motore di destra, quindi alle 13:21:36 l'equipaggio contattò il controllo del traffico aereo per ottenere l'autorizzazione a scendere ad una quota di 17 000 piedi (5 200 m), senza però comunicare l'avaria; i controllori li autorizzarono a portarsi alla quota di 19 000 piedi (5 800 m). Alle 13:23 si spense anche il motore sinistro; alle 13:24:19 l'equipaggio chiese di atterrare all'aeroporto di Palermo e comunicò lo stato di emergenza, comunicazione che fu ricevuta dal Controllo di Volo di Roma. Subito dopo l'equipaggio trasmise la richiesta di essere vettorato verso Palermo e comunicò di avere entrambi i propulsori in avaria. I controllori di Roma, non potendo fornire un'adeguata assistenza a causa dell'eccessiva distanza dell'aereo, contattarono i colleghi di Palermo e li istruirono sulla situazione.
L'equipaggio trasmise al Controllo del Traffico Aereo di Palermo la richiesta di assistenza, comunicando alle 13:31 di avere i propulsori in avaria e di avere, secondo quanto riportato dagli indicatori di bordo, 1800 kg di combustibile nei serbatoi. Alle 13:33 il centro di avvicinamento li informò di essere ad una distanza dall'aeroporto di 20 miglia nautiche (37 km). Pochi secondi dopo fu comunicato che l'aereo si trovava a 4 000 piedi (1 200 m) e che non era in grado di raggiungere la terraferma. Alle 13:37 terminarono le comunicazioni con il Centro di Controllo, in quanto i motori, essendosi spenti, non fornivano più energia elettrica al velivolo. L'equipaggio tentò ripetutamente e senza successo di riavviare i motori; l'aereo planò per 16 minuti ma non riuscì a raggiungere la pista e fu costretto ad un ammaraggio a 23 miglia nautiche (43 km) a nord-est dell'aeroporto internazionale di Palermo, ad una velocità di 145 miglia orarie (233 kmh). L'aereo al momento dell'impatto si spezzò in tre sezioni.

Schema del velivolo che mostra in verde i passeggeri sopravvissuti e in rosso le vittime del disastro.

Nel disastro morirono 16 persone: un assistente di volo e 15 dei 35 passeggeri. Uno dei passeggeri era un ingegnere di volo fuori servizio che venne chiamato in cabina dai piloti per cercare di risolvere l'avaria ai motori. Le autopsie indicarono che la maggior parte delle vittime morì al momento dell'impatto, mentre otto passeggeri annegarono. Dal recupero delle salme fu stabilito che la maggior parte delle vittime era seduta nella parte anteriore del velivolo, mentre i sopravvissuti avevano preso posto nel retro dell'aereo.

### Vittime
- Chiara Aquaro (4 anni),
- Elisabetta Aquaro (44 anni),
- Carmela Amoruso (53 anni),
- Barbara Baldacci (23 anni),
- Maria Grazia Berenato (23 anni),
- Francesco Cafagno (23 anni),
- Antonella Capurso (22 anni),
- Paola Di Ciaula (27 anni),
- Raffele Ditano (35 anni),
- Enrico Fallacara (39 anni),
- Annamaria Palmisano (53 anni),
- Isabella Ruta (31 anni),
- Rosa Santoro (46 anni),
- Giuseppe Scarnera (25 anni)

e due dei componenti dell'equipaggio dell'Atr 72: 
- Moez Bouguerra,
- Harbaoui Chokri.

## Cause dell'incidente
Le indagini, compiute dall'Agenzia nazionale per la sicurezza del volo, accertarono che la sera precedente al volo i tecnici addetti alla manutenzione, durante una normale operazione di routine, sostituirono l'indicatore della quantità di carburante (FQI), ma commisero un errore fatale: venne infatti installato un indicatore destinato agli aeromobili di tipo ATR-42.
Poiché i serbatoi degli aerei ATR-72 e ATR-42 sono diversi sia nella capacità che nel numero di sensori di livello utilizzati, gli strumenti per la misurazione del combustibile nei due velivoli non sono assolutamente interscambiabili tra loro; tuttavia, a causa delle dimensioni e dell'aspetto identici e della procedura di installazione, anch'essa del tutto uguale, gli addetti alla manutenzione confusero i componenti, montando erroneamente un indicatore non idoneo per l'ATR-72.
Le prove condotte dall'ANSV determinarono che, utilizzando uno strumento per la misurazione della quantità di combustibile adatto ad un aereo di tipo ATR-42 su un ATR-72, come avvenuto nell'incidente, esso misurava una quantità di combustibile superiore a quella effettivamente presente. Venne dimostrato che lo strumento indicava una quantità di combustibile superiore a quella reale di circa 1800 kg.
I registratori di volo vennero analizzati il 10 settembre 2005 presso i laboratori tecnici dell'ANSV e le indagini si conclusero il 16 gennaio 2008. L'ANSV determinò che la causa dell'incidente fu l'esaurimento del combustibile dovuto, oltre alla installazione errata di un indicatore non destinato al velivolo in uso, ad errori commessi dall'equipaggio, che non rispettarono le procedure operative per la verifica del combustibile presente a bordo, oltre al carente controllo da parte degli organi preposti della compagnia aerea ed al carente addestramento dei tecnici della manutenzione a terra; altri fattori furono l'assenza di un responsabile per la gestione del sistema delle parti di ricambio e gli standard manutentivi non soddisfacenti. Venne inoltre riscontrato che i piloti non posizionarono le eliche correttamente, aumentando la resistenza all'aria dell'aeroplano e rendendo così impossibile il raggiungimento della terraferma.

## Conseguenze
L'ANSV, dopo aver portato alla luce le caratteristiche degli indicatori del combustibile, emanò due raccomandazioni di sicurezza, dove si invitava l'Agenzia Europea per la Sicurezza Aerea (EASA) a verificare la presenza dei corretti indicatori su tutti gli aerei di tipo ATR-42 e ATR-72 e di effettuare una modifica agli stessi in modo da impedire uno scambio erroneo. Successivamente, il 6 dicembre 2005, venne inviata una nuova raccomandazione, dove si invitava a modificare la normativa di certificazione dell'impianto combustibile, in modo da rendere indipendente il sistema di avviso di basso livello di combustibile da quello di indicazione della quantità di combustibile. Se i due sistemi fossero stati indipendenti, nel caso del volo 1153, si sarebbe attivato l'avviso di basso livello di combustibile, a prescindere dalla quantità di combustibile indicata.
A seguito dell'incidente, l'ENAC dispose il divieto di volo in via cautelativa sul territorio italiano alla compagnia Tuninter e la verifica tecnica di tutti gli ATR circolanti in Italia. La verifica si concluse con l'assenza di anomalie.

## Processo
Il 10 agosto 2005 venne annunciato che ciascuna vittima avrebbe ricevuto un importo di 20000 € come indennizzo.
Il 28 febbraio 2008, presso il tribunale di Palermo, avvenne l'udienza preliminare del processo, nella quale figuravano i seguenti imputati:
- Chefik Gharbi, pilota
- Ali' Kebair, copilota
- Monchf Zouari, direttore della compagnia Tuninter
- Ben Abdelaziz Chtouane, direttore tecnico
- Zouehir Siala, responsabile del reparto di manutenzione
- Abel Rhouma, responsabile della squadra di manutenzione
- Foued Rouissi, caposquadra
- Ben Jemia Lotfi, caposquadra
- Nebil Ben Ali' Chahed, meccanico

Le ipotesi di reato a loro carico erano, a vario titolo, disastro colposo, omicidio plurimo colposo e lesioni colpose gravissime.
Con la sentenza emessa il 23 marzo 2009 il tribunale di Palermo condannò a 10 anni di reclusione il capitano Chafik Gharby e il pilota Ali Kebaier, a 9 anni il direttore generale della Tuninter Moncef Zouari e il direttore tecnico Zoueir Chetouane, a 8 anni il responsabile del reparto di manutenzione Siala Zouehir, il meccanico Nebil Chaed e il responsabile della squadra manutenzioni Rhouma Bal Haj; i capisquadra manutenzione Fouad Rouissi e Lofti Ben Jemia vennero assolti.
Nell'aprile 2012 il tribunale di Palermo ridusse le condanne dei sette membri del personale della compagnia aerea tunisina; dopo l'appello, al capitano Chafik Gharbi venne ridotta la pena a sei anni e otto mesi mentre per gli altri imputati la pena si ridusse complessivamente tra i 5 e 6 anni.
Nel settembre 2013 la Procura generale di Palermo diramò un ordine di carcerazione e un mandato di arresto nei confronti di Chafik Gharbi, pilota e comandante dell'aereo. La Procura generale preposta all'esecuzione della pena comunicò l'ordine di carcerazione e di ricerche internazionali al Ministero della Giustizia italiano che lo notificò ai legali di parte civile italiani. Anche per gli altri imputati furono avviate procedure simili. La Presidente dell'associazione '’Disastro aereo Capo Gallo - 6 agosto 2005’’, Rosanna Albergo Baldacci, che riunisce i familiari delle vittime e i superstiti del disastro dell'ATR tunisino e che nell’incidente perse la figlia Barbara di 23 anni insieme al fidanzato coetaneo, dopo la sentenza della Corte di Cassazione che confermava le condanne, nel 2013 rivolse un appello all’allora Ministro della Giustizia, Annamaria Cancellieri. Un funzionario del ministero rispose informando che era stato emesso un mandato di cattura internazionale nei confronti del pilota ma senza alcun esito positivo. A luglio del 2013 l’Associazione, tramite il proprio legale Avv. Ascanio Amenduni, fece un'altra richiesta all’allora Ministro dell’Ambiente e della tutela del Territorio e del Mare, Andrea Orlando, il quale tramite i suoi funzionari fece sapere che "non c'erano novità da comunicare e che era stato fatto tutto quello che si doveva e poteva fare’’. Il Comandante Chafik Gharbi non è mai stato assicurato alla giustizia così come anche gli altri condannati.

## Il volo Tuninter 1153 nei media
L'incidente del volo 1153 della Tuninter è stato analizzato nella puntata Atterraggio in mare della settima stagione del documentario Indagini ad alta quota trasmesso dal National Geographic Channel.